# Свети Публије
Свети Публије је ранохришћански мученик, светитељ и први епископ Малте. Помиње у књизи у Светом писму у Делима апостолским.

## Дела апостолска
Према књизи Дела апостолских, Публије је био гувернер острва Мелита, који истраживачи идентификују са Малтом. На овом острву након олује пристао је брод на коме је апостол Павле пловио за Рим, гда је требало да се појави пред царским судом.
"Недалеко одатле налазило се имање поглавара острва, који се звао Публије. Он нас је гостољубиво примио и три дана се пријатељски бринуо о нама. А Публијевог оца је мучила грозница и дизентерија, па је лежао. Павле је ушао к њему, помолио се, положио руке на њега и излечио га.  После тога су к њему долазили и други острвљани који су били болесни и били су излечени.  Исказивали су нам и многе почасти, а кад је требало да кренемо, снабдели су нас свим што нам је било потребно. Дела. 28: 7-10 "

## Црквана традиција
Према црквеној традицији, након догађаја описаних у Делима Публије је примио хришћанство и постао први епископ Малте. Црквом на Малти, је управљао око 30 година. 90. године изабран је за епископа Атине, а око 125. године је мученички страдао у прогону хришћана од стране цара Хадријана.